# بورافسي
بحيرة بورافسي هي بحيرة متوسطة الحجم تقع في منطقة مستجمعات المياه الرئيسي فووكسي. وهي تقع في بلدة إيسلمي، ومنطقة سافو الشمالية في فنلندا.

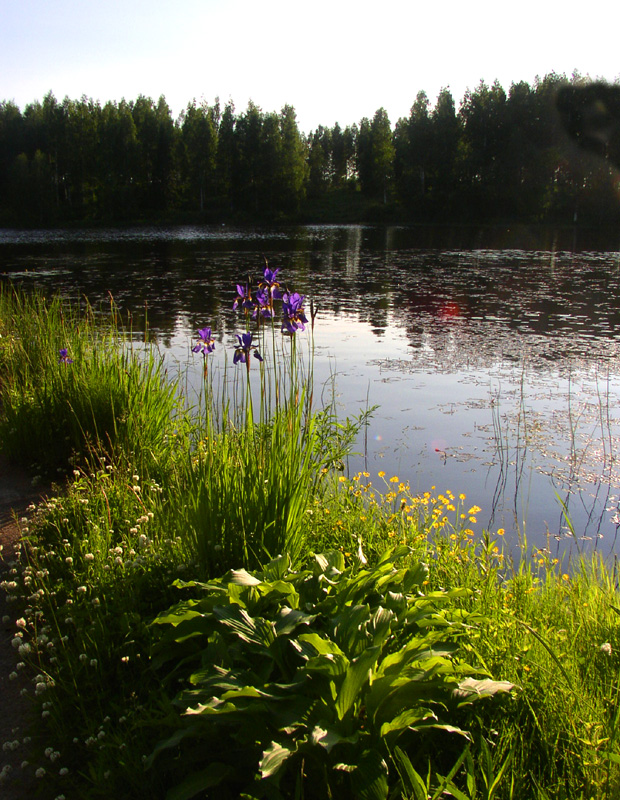
بحيرة بورافسي